# Batalha do caravançarai de Gravia

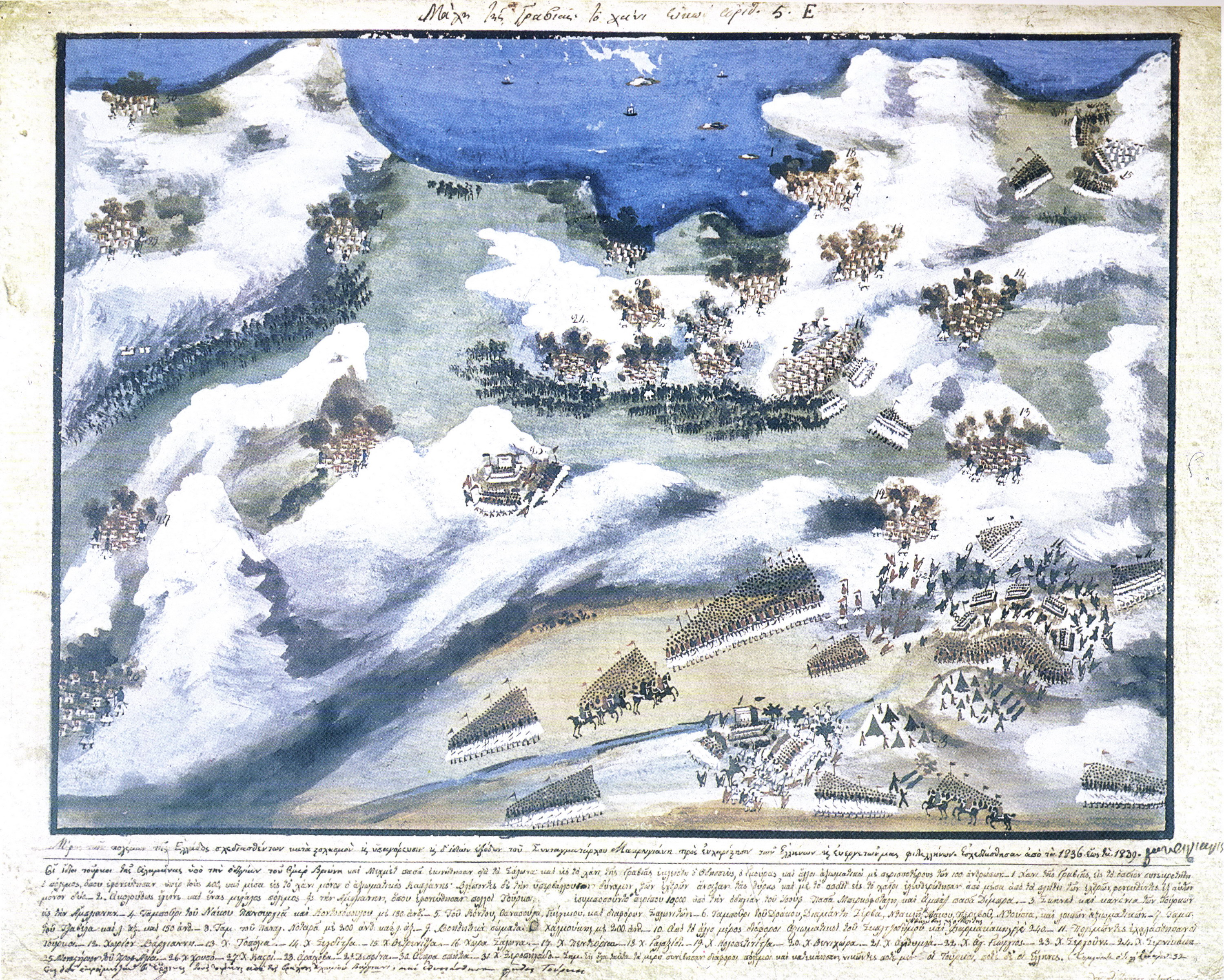
Batalha do caravançarai de Gravia

A Batalha do caravançarai de Gravia (em grego:  Μάχη στο Χάνι της Γραβιάς) foi travada entre revolucionários gregos e o Império Otomano durante a Guerra da Independência Grega em 8 de Maio de 1821, Gravia, sanjaco de Eriboz, Império Otomano (agora Fócida, Grécia). Os líderes gregos Odysseas Androutsos, Yannis Gouras e Angelis Govios, com um grupo de c. 120 homens, repeliu um exército otomano de 8 000 a 9 000 homens e artilharia sob o comando de Omer Vrioni e Köse Mehmed. A batalha terminou com pesadas perdas para os otomanos e baixas mínimas do lado grego.
O exército otomano sob o comando de Omer Vrioni, após sua derrota dos gregos na Batalha de Alamana e a execução de seu líder Athanasios Diakos, planejou atacar o Peloponeso com um exército de 11 000 homens. No entanto, seu exército foi recebido por um grupo grego de 120 homens, sob o comando de Odysseas Androutsos, que havia se barricado dentro de uma velha pousada. O exército otomano cercou a área e atacou a pousada, mas foi rechaçado com pesadas perdas. À noite, enquanto o exército otomano interrompeu seus ataques para trazer alguns canhões para bombardear a pousada, os gregos escaparam da pousada e encontraram segurança nas montanhas antes que os canhões chegassem. 
Esta batalha é considerada importante para o resultado da revolução grega porque forçou Omer Vrioni a recuar para a Eubéia, deixando os gregos para consolidar seus ganhos no Peloponeso e capturar a capital otomana do Peloponeso, Trípoli.